# Rokühnite
La rokühnite è un minerale.